# Wolfgang Preiser
Wolfgang Preiser (* 20. Februar 1903 in Frankfurt am Main; † 31. Oktober 1997 ebenda) war ein deutscher Rechtswissenschaftler.

## Leben
Er besuchte das Goethe-Gymnasium in Frankfurt am Main, damals ein Reformgymnasium mit eigenem „Frankfurter Lehrplan“. Nach dem Abitur absolvierte er zunächst eine Banklehre und war danach in einer Bank tätig. Anschließend studierte er Rechtswissenschaft in München und Frankfurt am Main. Mit einer Dissertation im Handels- und Gesellschaftsrecht wurde er dort 1931 zum Dr. iur. promoviert. Danach war er in Frankfurt am Main und Umgebung als Richter tätig.
Im Jahre 1943 wurde er mit der Dissertation Kunstakademien in Italien im 15.–17. Jahrhundert in Frankfurt am Main zum Dr. phil. promoviert. Seit 1947 hatte er dort einen Lehrauftrag für Kunstgeschichte.
Im Jahre 1946 habilitierte er sich an der Johann Wolfgang Goethe-Universität Frankfurt am Main für die Fächer Strafrecht, Strafprozessrecht und Völkerrecht und wurde 1948 zum außerordentlichen Professor ernannt. Nachdem er 1954 einen Ruf nach Saarbrücken abgelehnt hatte, wurde er zum Ordinarius ernannt. Zugleich wurde er Direktor des auf seine Anregung neu gegründeten Instituts für die Geschichte des Völkerrechts. Damit wurde diesem Fachgebiet der Rang einer eigenständigen akademischen Disziplin zuerkannt. 1957/58 war Preiser Dekan der juristischen Fakultät. Im Jahre 1971 wurde er emeritiert.
Zu seinen Schülern gehören Alexander Böhm, Johann Georg Helm, Klaus Lüderssen und Karl-Heinz Ziegler.

## Leistungen
Preiser wurde vor allem durch seine umfassenden Abhandlungen zur Geschichte des Völkerrechts bekannt. Dabei widmete er sich besonders dem antiken und frühen Völkerrecht sowie den frühen völkerrechtlichen Ordnungen der außereuropäischen Kulturen. Des Weiteren suchte er die methodische Grundlegung des Fachgebietes zu bestimmen.

## Werke

### Selbständige Werke
- Die Völkerrechtsgeschichte. Ihre Aufgaben und ihre Methoden. Franz Steiner, Wiesbaden 1964.
- Frühe völkerrechtliche Ordnungen der aussereuropäischen Welt. Franz Steiner, Wiesbaden 1976, ISBN 3-515-02303-8.

### Gesammelte Schriften
- Macht und Norm in der Völkerrechtsgeschichte. Kleine Schriften zur Entwicklung der internationalen Rechtsordnung und ihrer Grundlegung. Nomos, Baden-Baden 1978, ISBN 3-7890-0403-0.